# Baquba
Baquba er en af Iraks større byer. Den ligger centralt i Diyala-provinsen, og er et af 6 distrikter i denne. Baquba ligger omtrent 50 km nordøst for Bagdad med 467.900(2003) indbyggere.